# Grzegorz Cambłak
Grzegorz Cambłak także Grzegorz Camblak, Grigorij Cambłak (bułg. Григорий Цамблак, Grigorij Cambłak; ur. ok. 1362 w Tyrnowie, zm. 1419/1420 w Kijowie) – bułgarski mnich i pisarz, w latach 1415–1420 metropolita kijowski. Przedstawiciel tyrnowskiej szkoły piśmiennictwa.

## Życie

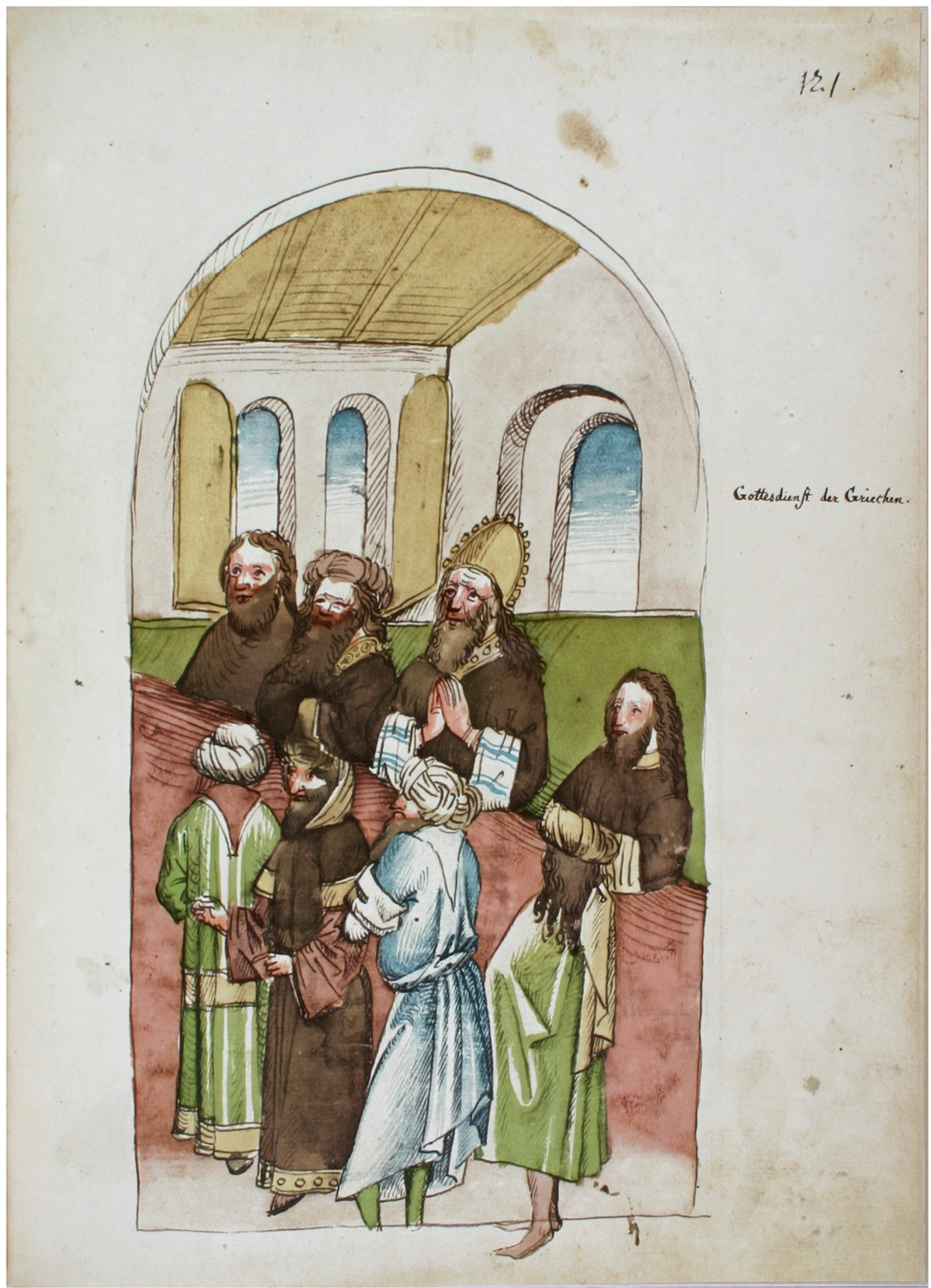
Metropolita na Soborze w Konstancji

Grzegorz Cambłak urodził się około 1362 w arystokratycznej rodzinie tyrnowskiej. Jego stryjem był Cyprian Camblak. Był uczniem Eutymiusza, patriarchy tyrnowskiego, wybitnego pisarza i reformatora. Przez jakiś czas przebywał na górze Athos i w Konstantynopolu. Znał klasztory serbskie, był opatem w klasztorze Visoki Dečani. W latach 1401–1406 przebywał jako wysłannik patriarchy Konstantynopola w Mołdawii. Jego siedzibą był wtedy klasztor Neamț. Stamtąd udał się do Moskwy, gdzie opowiadał się za formalnym podziałem metropolii kijowskiej na moskiewską i litewską. W 1406 wielki książę litewski Witold zwrócił się do patriarchy Konstantynopola z żądaniem wyznaczenia nowego metropolity kijowskiego na miejsce rezydującego w Moskwie Focjusza. Twierdził, że wymieniony hierarcha lekceważy zarząd litewską częścią metropolii, rabuje skarbiec metropolii i uciska podległych mu biskupów. Wskazał również Grzegorza jako kandydata na nowego metropolitę, jednak jego żądanie zostało przez patriarchę odrzucone.
Poparty przez Jagiełłę i Witolda został w 1415 przez synod duchowieństwa prawosławnego w Nowogródku obrany metropolitą kijowskim, wbrew protestom patriarchy Konstantynopola, który ekskomunikował Grzegorza (podobnie uczynił metropolita Focjusz). Godność tę pełnił do śmierci w 1420. Oznaczało to faktyczne powołanie autokefalicznej metropolii litewskiej (lub litewsko-ruskiej), nieuznane przez Konstantynopol. Witold oczekiwał następnie, że Grzegorz odegra aktywną rolę w zawarciu unii kościelnej między Kościołem katolickim a Kościołem prawosławnym na ziemiach litewskich.
W 1418 jako przedstawiciel duchowieństwa rusko-litewskiego wziął udział w obradach soboru w Konstancji. Z inicjatywy króla Władysława wystąpił z propozycją unii Kościołów prawosławnego i katolickiego. Wystąpienie jego, jakkolwiek wywołało wielkie wrażenie na zebranych, nie przyniosło trwałych rezultatów, Grzegorz wzywając do jedności, podnosił jednocześnie, że można ją osiągnąć jedynie na drodze porozumienia z patriarchą Konstantynopola, podczas gdy na zachodzie widziano ją raczej jako wynik podporządkowania się metropolity papieżowi. Dodatkowo pozycję jego osłabiał fakt, że w tym czasie patriarcha Konstantynopola popierał metropolitę kijowskiego Focjusza rezydującego w Moskwie
Zmarł prawdopodobnie zimą 1419/1420 po powrocie do Kijowa. Według kronik mołdawskich wrócił do klasztoru Neamț gdzie zmarł ok. 1450.

## Twórczość
Grzegorz Cambłak był autorem mów pochwalnych i panegiryków. W latach 1415–1418 napisał w Kijowie, najlepszą ze swych mów, Pochwałę Eutymiusza, utrzymaną w stylu splatania słów, choć pokrewną gatunkowo biografii. W Pochwale znalazł się barwny opis oblężenia Tyrnowa przez Turków, pożegnanie patriarchy Eutymiusza z ludnością miasta i dramatyczne sceny, jakie nastąpiły po zdobyciu bułgarskiej stolicy przez Turków. Wielkim uznaniem cieszyły się napisane przez Grzegorza eulogie świętych, których pozostawił po sobie ponad 20. Szczególną wartość ma jego Żywot Stefana Deczańskiego, króla serbskiego, który zginął śmiercią męczeńską w I połowie XIV wieku.